# Liste der Sultane von Delhi
Hier werden nachfolgend die Herrscher des Sultanats von Delhi aufgeführt.

## Sklaven-Dynastie(1206–1290);Türken
- Qutb-ud-Din Aibak (1206–1210)
- Aram Shah (1210–1211)

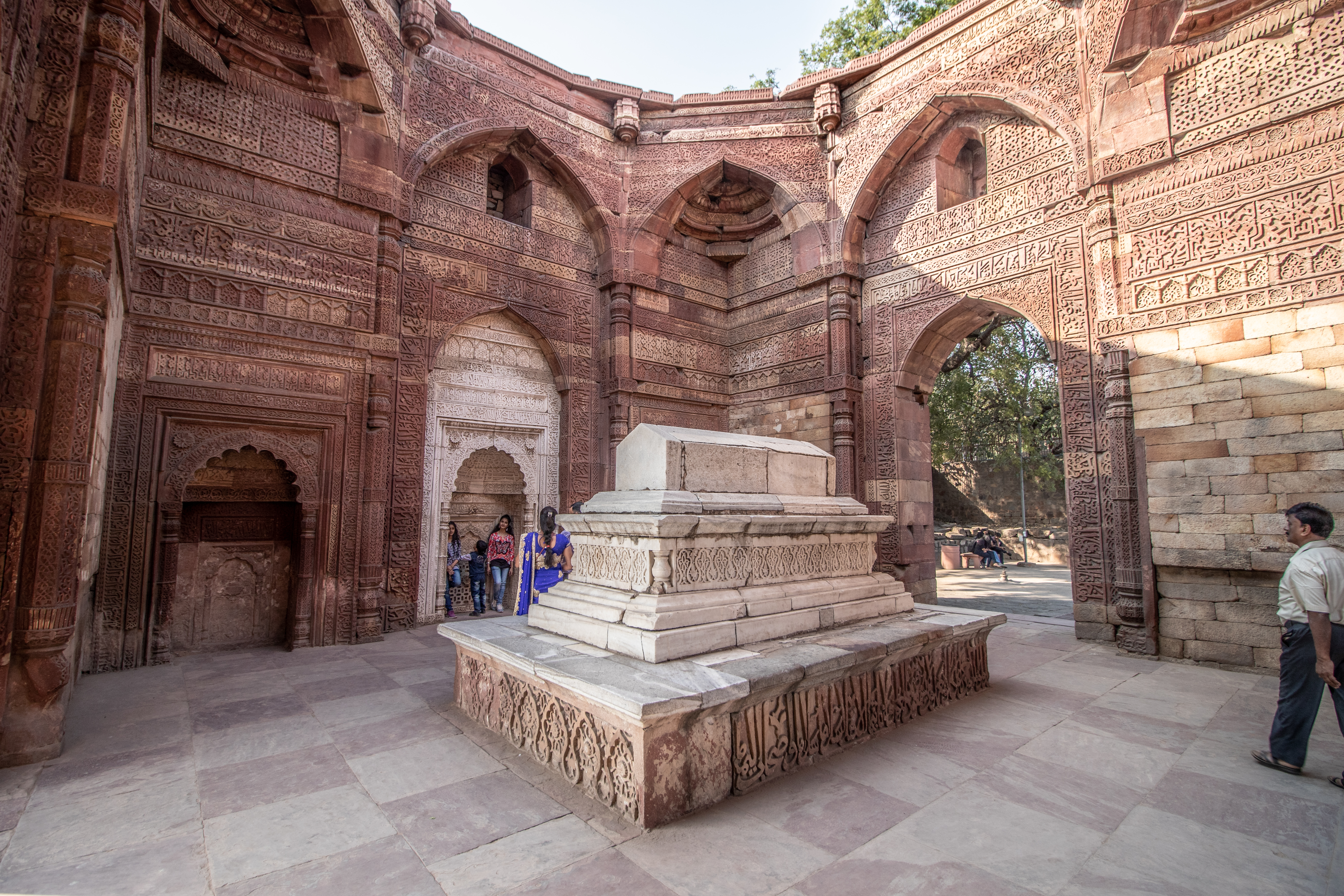
Das um 1240 erbaute Mausoleum von Shams ud din Iltutmish gilt als Meisterwerk des frühen Islams in Indien.

- Altamash (Shams ud din Iltutmish) (1211–1236)
- Rukn ud din Firuz I. (1236)
- Raziyyat ud din Sultana (1236–1240)
- Muiz ud din Bahram (1240–1242)
- Ala ud din Masud (1242–1246)
- Nasir ud din Mahmud I. (1246–1266)
- Ghiyas ud din Balban (1266–1286)
- Muiz ud din Qaiqabd (1286–1290)
- Kayumarth (1290)

## Khilji-Dynastie(Khalji-Dynastie) (1290–1320);Türken
- Jalal ud din Firuz II. Khilji (1290–1296)
- Ibrahim I. (1296)
- Muhammad I. Ala ud-Din Khalji (1296–1316)
- Schihab ud din Omar (1316)
- Quitt ud din Mubarak Schah (1316–1320)
- Nasir ud-din Chusrau (1320)

## Tughluq-Dynastie(1320–1413);Türken

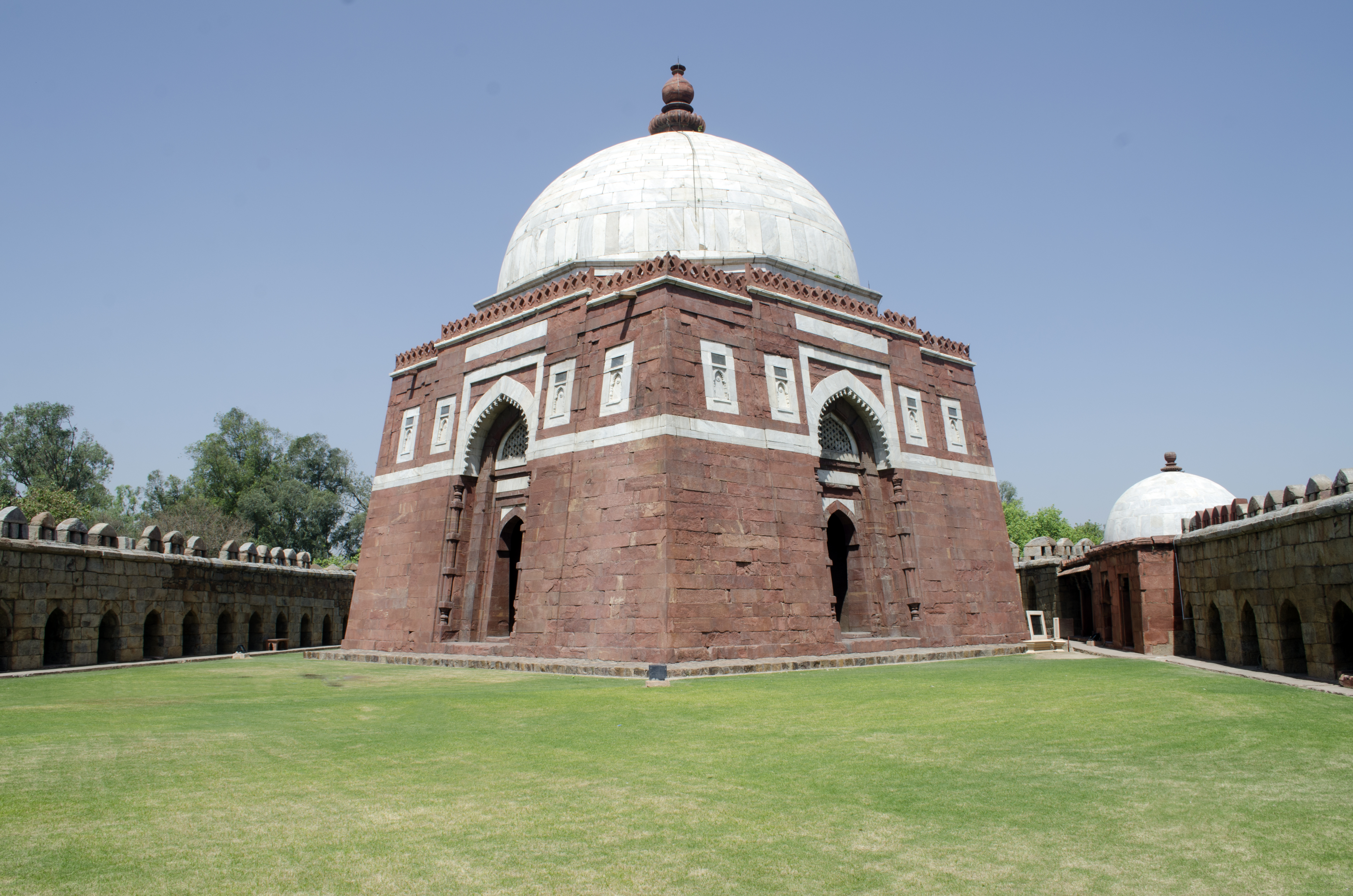
Das um das Jahr 1325 erbaute Mausoleum für Ghiyas-ud-din Tughluq Shah I. gilt als eines der imposantesten Grabbauten des Islams in Indien.

- Ghiyas-ud-din Tughluq Shah I. (1320–1325)
- Muhammad Schah II. (1325–1351)
- Mahmud Ibn Muhammad (März 1351)
- Firuz Schah Tughluq (1351–1388)
- Ghiyas ud din Tughluq II. (1388–1389)
- Abu Baker (1389–1390)
- Nasir ud din Muhammad Schah III. (1390–1394)
- Sikander Shah I. (1394)
- Mahmud II. Nasir ud din (Sultan Mahmud II.) in Delhi (1394–1413)
- Nusrat Schah in Firuzabad (1394–1398)

Timur Lenk erobert Delhi und setzt die Sayyiden ein.

## Lodi-Dynastie(1413–1414);Paschtunen
- Daulat Khan (1413–1414)

## Sayyid (Syed) Dynastie(1414–1451);Araber
- Khidr Khan (1414–1421)
- Mubarrak Schah II. (1421–1434)
- Mohammed Schah IV. (1434–1445)
- Aladdin Alam Schah (1445–1451)

## Lodi-Dynastie(1451–1526);Paschtunen
- Bahlul Lodi (1451–1489)
- Sikandar Lodi (1489–1517)
- Ibrahim II. Lodi (1517–1526)

1526–1540 durch das Mogulreich beherrscht

## Suri-Dynastie(1540–1555);Paschtunen
- Sher Schah (1540–1545)
- Islam Schah (1545–1553)
- Muhammad V. (1553–1555)
- Firuz IV. (1555)
- Ibrahim III. (1555)
- Sikander III.Schah (1555)